# 계룡시장 선거
계룡시장 선거는 충청남도 계룡시의 시장을 선출하는 선거이다.

## 역대 민선 계룡시장
| 선거   | 정당 | 정당           | 시장   |
| ------ | ---- | -------------- | ------ |
| 2003년 |      | 자유민주연합   | 최홍묵 |
| 2006년 |      | 국민중심당     | 최홍묵 |
| 2010년 |      | 한나라당       | 이기원 |
| 2014년 |      | 새정치민주연합 | 최홍묵 |
| 2018년 |      | 더불어민주당   | 최홍묵 |
| 2022년 |      | 국민의힘       | 이응우 |

## 역대 선거 결과

### 2003년 대한민국 재보궐선거
계룡시의 신설로 인해 새로운 계룡시장을 선출하기 위해 치러진 2003년 대한민국 재보궐선거에서 자유민주연합 최홍묵 후보가 당선되었다.

### 제4회 전국동시지방선거
|  | 51.22% |

|  | 48.77% |

### 제5회 전국동시지방선거
|  | 31.91% |

|  | 29.60% |

|  | 19.30% |

|  | 19.17% |

### 제6회 전국동시지방선거
|  | 37.09% |

|  | 32.76% |

|  | 18.40% |

|  | 11.73% |

### 제7회 전국동시지방선거
|  | 48.12% |

|  | 31.06% |

|  | 20.81% |

### 제8회 전국동시지방선거
|  | 54.74% |

|  | 45.25% |